# Skawinki
Skawinki is een dorp in de Poolse woiwodschap Klein-Polen. De plaats maakt deel uit van de gemeente Lanckorona en telt 1600 inwoners.